# (266983) Josepbosch
(266983) Josepbosch és un asteroide del cinturó principal descobert el 30 de novembre de 2005 des de l'Steward Observatory, Kitt Peak National Observatory, Arizona, per l'Spacewatch Project. Té un període orbital de 5,24 anys, una inclinació orbital de 12,59761 graus i unes dimensions d'entre tres i sis quilòmetres de diàmetre. Dedicat a instàncies de Robert S. McMillan —fundador i director de l'Spacewatch Project— a Josep Bosch Olivera, nascut l'any 1983 a Bellpuig, fill de l'observador principal de l'observatori de Santa Maria de Montmagastrell, Josep Maria Bosch.